# Cancro dell'appendice
Il cancro dell'appendice (o appendicolare) è una forma di carcinoma del colon-retto, molto rara, che si origina nell'appendice vermiforme.
I tumori stromali gastrointestinali sono tumori rari con potenziale maligno. I tumori neuroendocrini (o carcinoidi) sono i tumori più comuni dell'appendice; altre forme comuni sono l'adenocarcinoma mucinoso, l'adenocarcinoma non altrimenti specificato (NOS) e l'adenocarcinoma a cellule ad anello con castone (elencati dall'incidenza più alta a quella più bassa).
Nell'appendice possono avere origine anche i linfomi primari. 
Tumori come quello alla mammella, al colon e i tumori dell'apparato genitale femminile possono metastatizzare nell'appendice.

## Epidemiologia
Uno studio sulle neoplasie primarie negli Stati Uniti ha rilevato un tasso di 0,12 casi per 1.000.000 di abitanti all'anno, escludendo carcinoidi benigni. Il carcinoide è presente in circa 1 ogni 300-400 interventi di appendicectomia per appendicite acuta.
In una revisione sistematica della letteratura in cui sono stati identificati 4765 pazienti affetti da cancro dell'appendice, è stato dimostrato che l'incidenza del cancro dell'appendice è aumentata indipendentemente dal tipo di tumore, dall'età, dal sesso e dallo stadio del cancro dell'appendice.
 

Circa il 75% dei casi appendicolari elencati nella revisione presentava una qualche forma di metastasi. Non sono state osservate tendenze sul motivo per cui si sta verificando questo aumento; una teoria proposta è l'aumento dell'uso della tomografia computerizzata nei reparti di emergenza dall'inizio degli anni '90, consentendo il rilevamento prima di poter eseguire un intervento chirurgico.

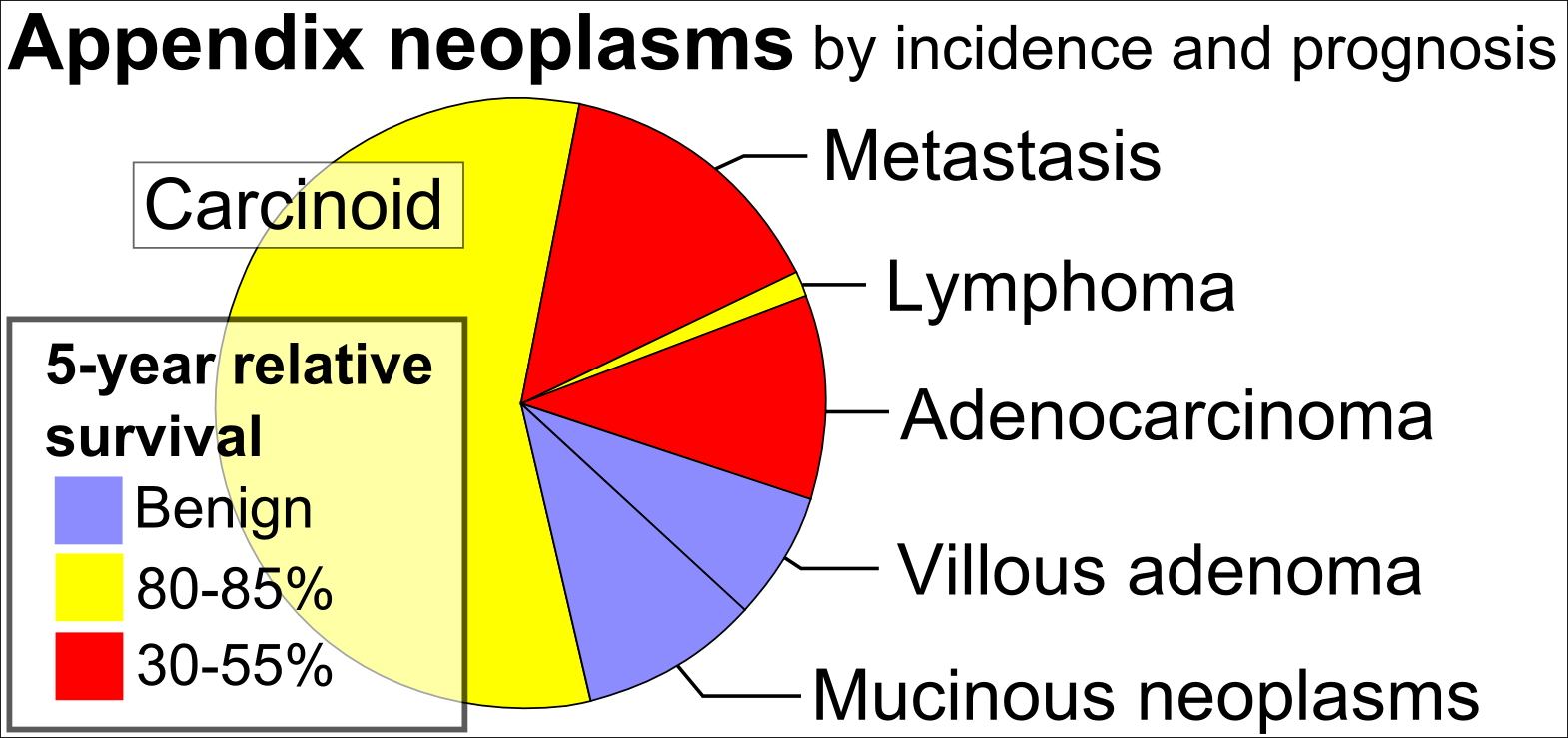
Neoplasie dell'appendice per incidenza e prognosi.

### Carcinoide

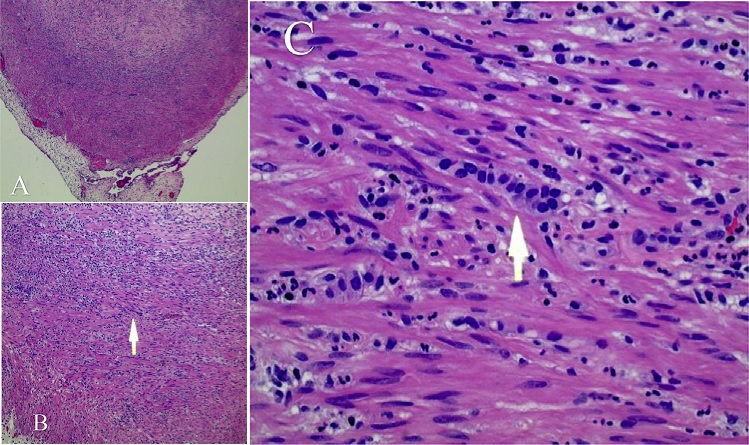
Istopatologia di un carcinoide appendicolare. La freccia indica un ammasso di cellule neuroendocrine. Esistono anche cellule infiammatorie compatibili con l'appendicite acuta.

I tassi di incidenza sono di circa 0,15 per 100.000 all'anno. Questo sottogruppo costituisce una grande quantità di neoplasie sia maligne sia benigne. Quasi 3 su 4 di questi tumori sono associati all'estremità dell'appendice e tendono ad essere diagnosticati nel quarto/quinto decennio di vita. Sia le donne che gli individui caucasici mostrano una prevalenza minore per quanto riguarda la diagnosi di tumore neuroendocrino senza una spiegazione. La prognosi dei tassi di sopravvivenza a 5 anni dei carcinoidi è in media tra il 70 e l'80% per i casi tipici. I casi avanzati per la sopravvivenza a 5 anni variano dal 12 al 28%.

### Neoplasia mucinosa

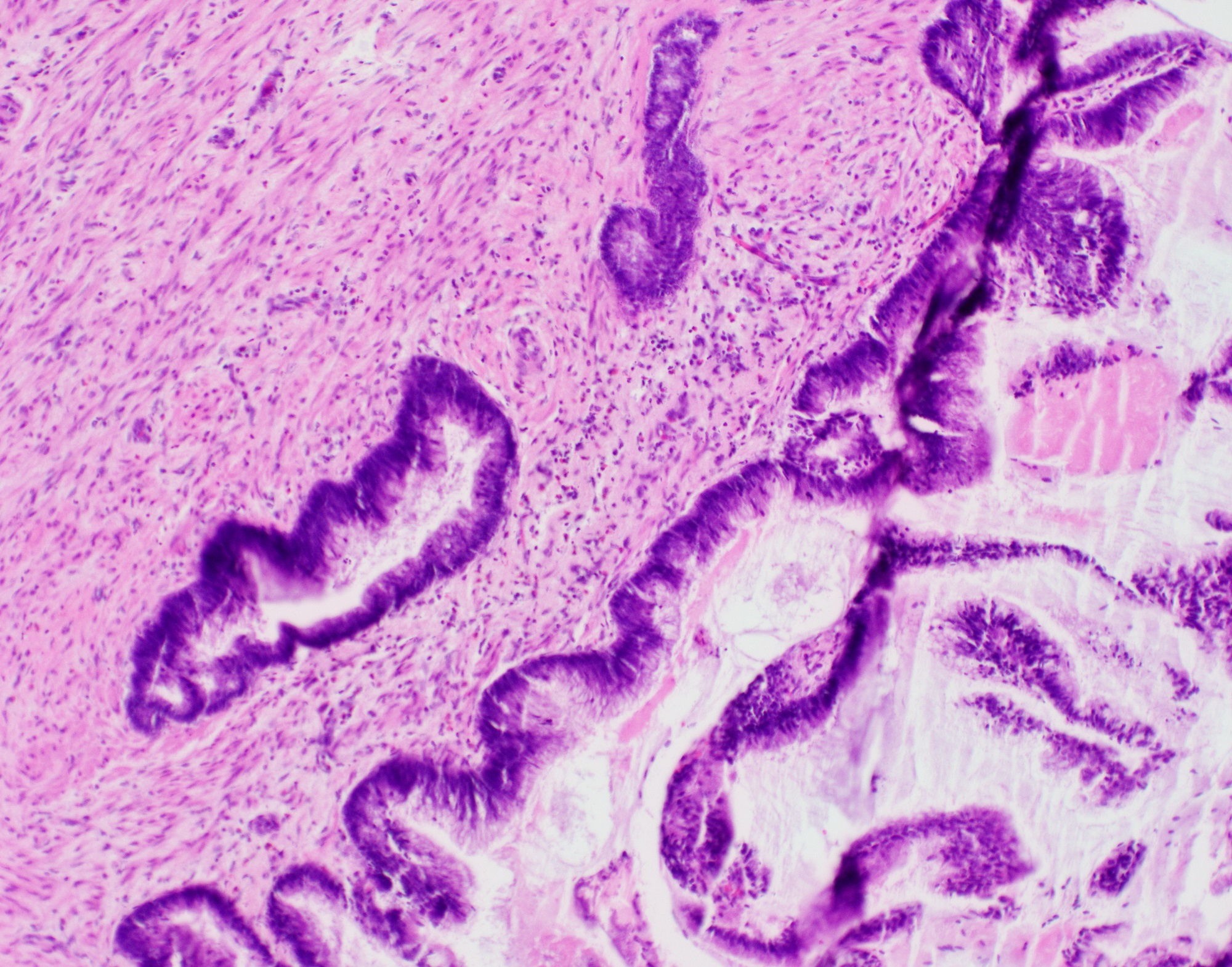
Neoplasia mucinosa appendicolare di basso grado: atipia citologica minima delle cellule epiteliali.

“Cistoadenoma mucinoso” è un termine obsoleto per la neoplasia mucinosa appendicolare.

## Trattamento
I carcinoidi benigni piccoli (<2 cm) possono essere trattati mediante appendicectomia, se è possibile la rimozione completa, mentre in alcuni casi è suggerito un approccio conservativo con stretto monitoraggio, specialmente in età pediatrica. 
Altri carcinoidi e adenocarcinomi possono richiedere l'emicolectomia destra. 
Il trattamento dello pseudomixoma peritoneo comprende la chirurgia citoriduttiva che include la rimozione del tumore visibile e degli organi essenziali colpiti all'interno dell'addome (spesso una parte dell'intestino cieco) e del bacino. La cavità peritoneale viene infusa con chemioterapia riscaldata nota come chemio ipertermia intraperitoneale nel tentativo di sradicare la malattia residua. L'intervento può o non può essere preceduto o seguito da chemioterapia endovenosa o HIPEC.